# Rasmus Wranå
Rasmus Bele Åke Wranå, noto anche con il soprannome Ralle (Solna, 15 novembre 1994), è un giocatore di curling svedese.

## Biografia
Ha fatto parte della spedizione svedese ai Giochi olimpici invernali di Innsbruck 2012, dove ha gareggiato nel doppio misto e nella gara a squadre mista.
Ha rappresentato la Svezia ai Giochi olimpici invernali di Pyeongchang 2018, in cui ha vinto la medaglia d'argento nel torneo maschile.
Alla sua seconda partecipazione olimpica a Pechino 2022 ha vinto la medaglia d'oro nel torneo maschile, con Niklas Edin, Oskar Eriksson, Christoffer Sundgren e Daniel Magnusson.

## Palmarès
- Giochi olimpici

Pyeongchang 2018: argento nel torneo maschile;
Pechino 2022: oro nel torneo maschile;
- Mondiali

Edmonton 2017: argento nel torneo maschile;
Las Vegas 2018: oro nel torneo maschile;
Lethbridge 2019: oro nel torneo maschile;
Calgary 2021: oro nel torneo maschile;
Las Vegas 2022: oro nel torneo maschile;
Basilea 2024: oro nel torneo maschile;
- Mondiali (doppio misto)

Östersund 2024: oro nel doppio misto;
- Europei

Renfrewshire 2016: oro nel torneo maschile;
St Gallen 2017: oro nel torneo maschile;
Tallinn 2018: argento nel torneo maschile;
Helsingborg 2019: oro nel torneo maschile;
Lillehammer 2021: argento nel torneo maschile;
Aberdeen 2023: argento nel torneo maschile;